# Аплохейлові
Аплохейлові (Aplocheilidae) — родина яйцекладних коропозубих риб.
Найближчими родичами аплохейлових є представники африканської родини нотобранхових (Nothobranchiidae) та неотропічної родини ривулових (Rivulidae). Всі вони об'єднуються в складі підряду аплохейловидних (Aplocheiloidei).
Різні джерела вказують різний склад родини. Це пов'язано з поступовим розширенням знань про спорідненість між таксонами, що її утворюють. Одні зараховують до її складу всіх аплохейловидних Старого та Нового світу, тобто всіх представників підряду Aplocheiloidei, інші включають лише аплохейловидних Старого Світу. Останні ж філогенетичні дослідження свідчать, що родину Аплохейлових складають лише 2 роди: Аплохейлус (Aplocheilus) і Пахипанхакс Pachypanchax). Дослідження показали 100 % підтримки її монофілії.

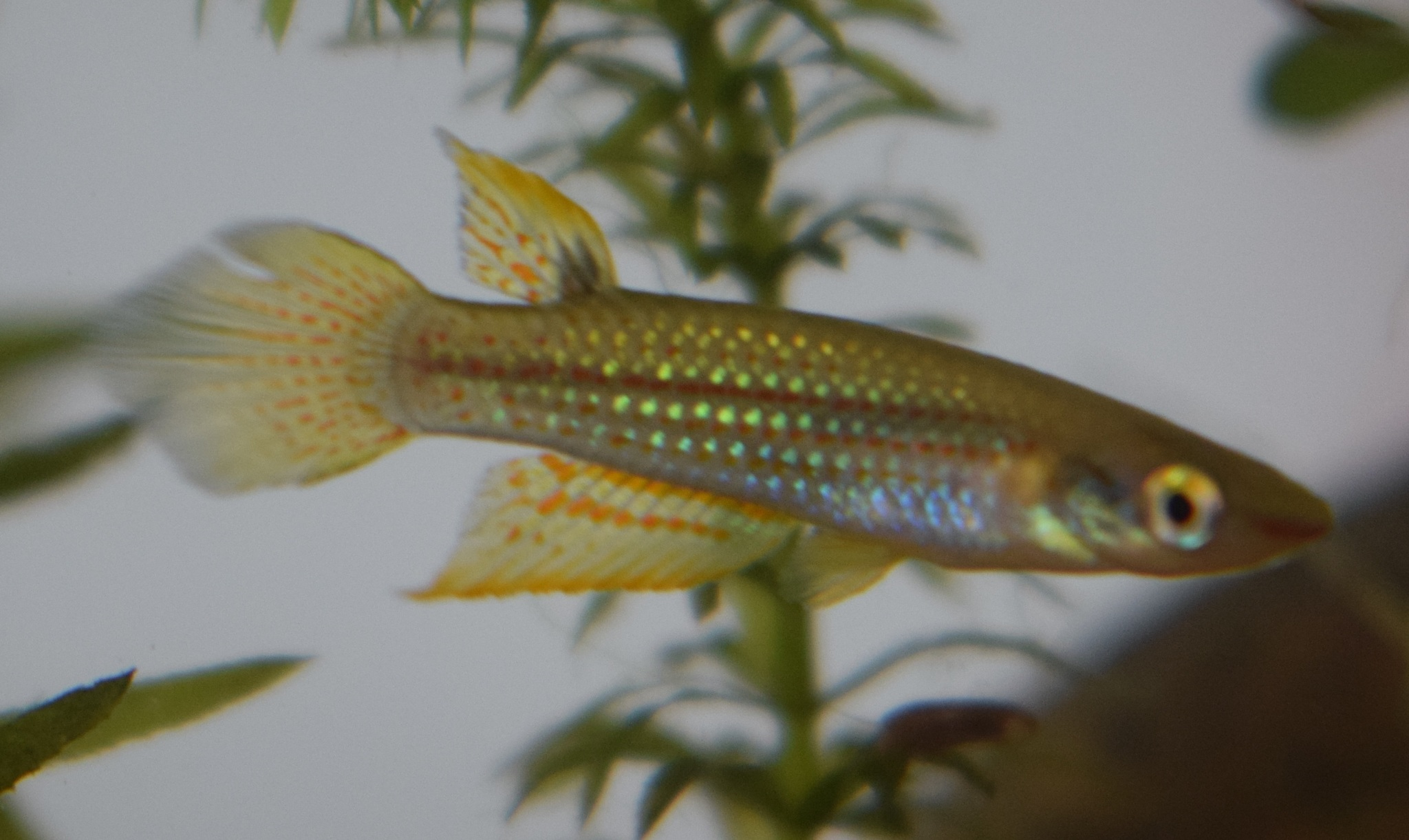
Aplocheilus lineatus

Представники роду Aplocheilus населяють водойми Індії, Шрі-Ланки, західної частини Індокитаю, Малайського півострова, островів Суматра та Ява. Представники роду Pachypanchax обмежуються Мадагаскаром та Сейшельськими островами. Це дрібні зграйні рибки, що годуються з поверхні. Всеїдні, але харчуються переважно комахами та личинками комарів. Мешкають у прісних, рідше солонуватих водах. Не належать до числа сезонних видів, ікра в них розвивається без діапауз.

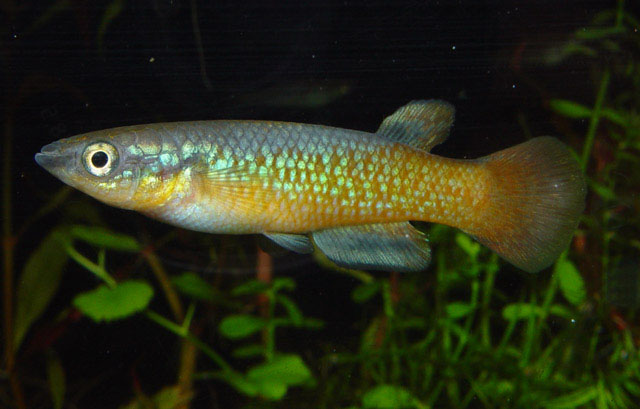
Pachypanchax sakaramyi

Аплохейлові мають веретеноподібне, стиснуте з боків тіло. Дорослі особини можуть сягати до 8-10 см стандартної (без хвостового плавця) довжини. Голова зверху сплощена, очі великі, рот кінцевий, великий, виступає. Це надає цим рибам щукоподібного вигляду. Щелепи мають короткі гострі зуби. Спинний плавець короткий, розташований у задній третині тіла. Хвостовий плавець округлий, його центральні промені можуть бути подовжені. Грудні плавці також округлі, низько посаджені. Луски помірної величини, переважно циклоїдні. Бічна лінія розташована лише на голові, на тілі відсутня. Урогенітальний отвір знаходиться безпосередньо перед анальним плавцем.
Самці завжди більші за самок. Самки мають чорну пляму на спинному плавці.
Філогенетичні дослідження визначають роди Aplocheilus і Pachypanchax як сестринські клади. Вони займають базальну позицію на філогенетичному дереві аплохейловидних риб і вважаються найпримітивнішими з усіх коропозубоподібних.
Традиційно походження коропозубих, особливо з підряду аплохейловидних, інтерпретується як наслідок давніх вікарних процесів. Їхній кладогенез значною мірою відображає розпад суперконтиненту Гондвана в добу нижнього мезозою. Разом із дрейфом Індійсько-Мадагаскарського субконтиненту, що почався десь у пізньому юрському періоді (165—135 млн років тому), предки аплохейлових почали розходитись із предками африкано-неотропічної клади, що об'єднує сестринські родини нотобранхових та ривулових. Подальший розкол Індії та Мадагаскару приблизно 88 млн років тому спонукав поділ аплохейлових на роди Aplocheilus та Pachypanchax.